# Myrmecaelurus adustus
Myrmecaelurus adustus är en insektsart som beskrevs av Navás 1912. Myrmecaelurus adustus ingår i släktet Myrmecaelurus och familjen myrlejonsländor. Inga underarter finns listade i Catalogue of Life.